# Eaton (Leicestershire)
Eaton – wieś w Anglii, w hrabstwie Leicestershire, w dystrykcie Melton. Leży 33 km na północny wschód od miasta Leicester i 157 km na północ od Londynu.